# 郑梦九
鄭夢九（韩语：／ Jeong Mong-gu；1938年4月19日—），韩国现代起亚汽车前会长兼首席执行官，现代集团创始人郑周永次子。郑梦九奉行“品质经营”的经营理念，在其接管现代汽车的初期便迅速将现代起亚汽车提升为世界级汽车品牌。在他任内的20年间，现代汽车资产增长了7倍（340400亿韩圆增至2347060万亿韩圆），成为世界第五大汽车生产商。2020年2月，郑梦九被选入美国汽车名人堂，是首位获此荣誉的韩国人。

## 生平

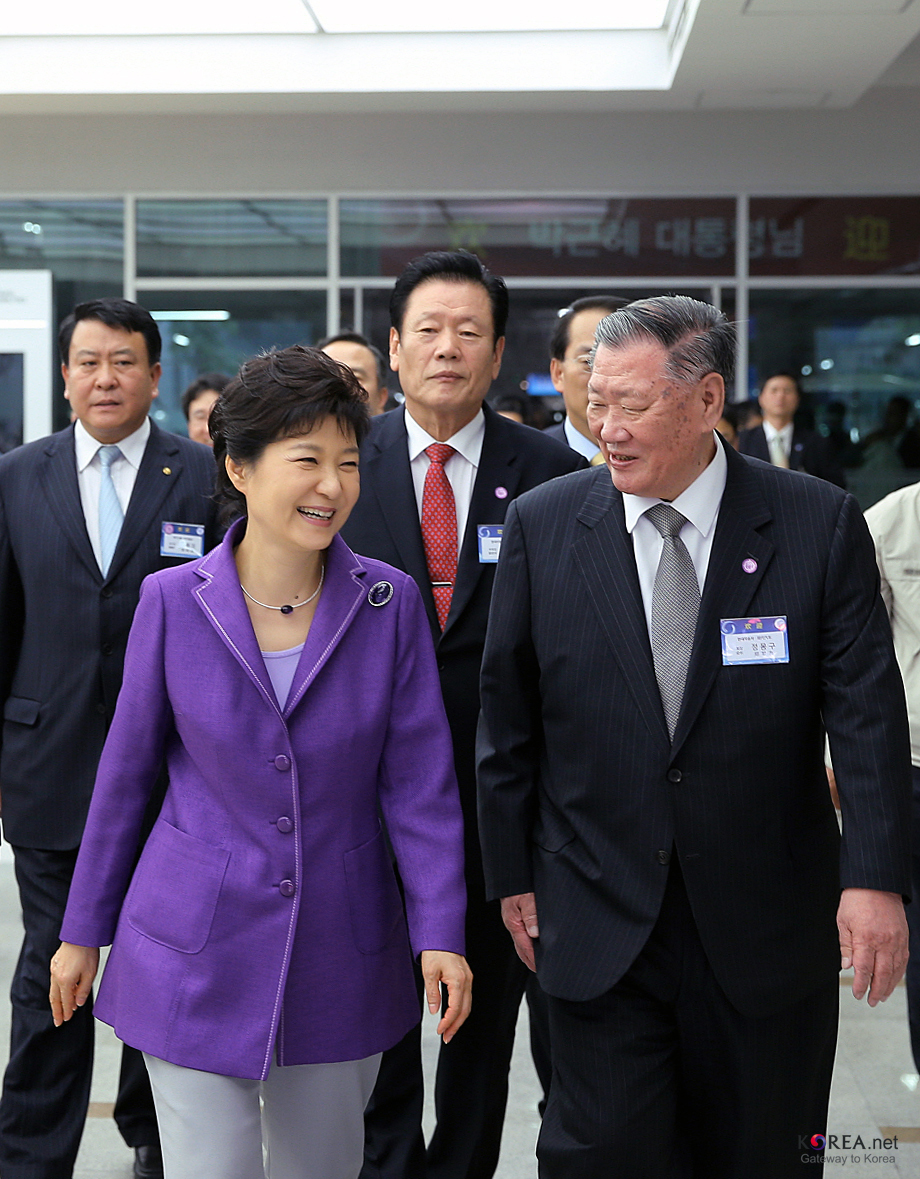
郑梦九陪同时任韩国总统朴槿惠访华（2015年）

郑梦九1938年4月19日（农历3月19日）出生于日占朝鲜江原道通川郡，1967年毕业于汉阳大学工业工程学专业。1997年，亚洲金融危机席卷韩国。尚未摆脱危机的现代汽车在次年合并了竞争对手起亚汽车，导致市值只有10亿美元的现代汽车负债66亿美元。郑周永在此情况下接管了现代汽车--当时现代家族最不被看好的资产。1999年3月和7月，郑梦九先后正式就任现代汽车和起亚汽车会长，后于2000年9月开始任合并后的现代起亚汽车会长。在他接管现代汽车的时候，通过低价打开北美市场的现代汽车面临着严重的质量危机，甚至遭到美国节目主持人的嘲讽。现代汽车在美销量一路下滑。郑梦九接管现代汽车后开始推行“品质经营”的经营理念，并向世界消费者提出了当时最高的10年10万英里保修承诺。在他的潜心经营下，现代汽车不仅平稳度过亚洲金融危机而且还实现了质的飞跃。2004年，在郑梦九接管现代汽车的5年后，现代汽车在J.D.Power按不同品牌进行的IQS调查中，在车辆初期质量调查方面优于丰田，在按不同厂商的调查中与本田并列第二，在重复购买率方面名列第四位。现代汽车生产的索纳塔也被美国消费者联盟发行的《消费者购物指南》选定为“缺点最少的汽车”。现代汽车也迅速发展成为全球第六大汽车生产商。同年，郑梦九被《商业周刊》评选为年度经理人。
在潜心提升质量的同时，郑梦九不断实现现代汽车的全球扩张，先后在中国、印度、土耳其、捷克斯洛伐克、美国兴建汽车生产线。2007年–2008年环球金融危机重创全球汽车产业，各大汽车厂商销量大幅锐减。而现代汽车却凭借其在中国、俄罗斯和中南美地区销量的增长在2008年超越本田成为世界第五大汽车生产商。郑梦九也被美国《机构投资者》（Institutional Investor）杂志评为“2008年亚洲最佳CEO”。同年11月，现代起亚汽车的多款车型进入美国公路安全保险协会（IIHS）“2009年度最佳安全车型”名单。2009年，现代起亚汽车被美国《福布斯》杂志评为“最受尊敬的十大汽车品牌”之一。2010年2月，郑梦九在《Motor Trend》发布的“2009 Power List”排名中由2008年的47位飞升到第6位，2011年升至第2位。2012年，郑梦九在《哈佛商业评论》世界百强CEO中排名第6。据《福布斯》杂志公布的数据，郑梦九2014年3月的净资产达68亿美元。 
2020年2月，郑梦九被选入美国汽车名人堂，成为首位获此荣誉的韩国人。同年10月，年事已高的郑梦九退居二线担任现代起亚汽车名誉会长，将会长的职务交给儿子郑义宣。在其任内的20年间，现代汽车资产由340400亿韩圆增至2347060万亿韩圆，增长了7倍。

## 争议
2006年4月28日，郑梦九因被指控挪用现代起亚汽车集团至少1000多亿韩元用于政治黑金“小金库”，给现代起亚汽车集团及其子公司造成3000多亿韩元的经济损失，而遭首尔中央地方法院拘捕。2007年2月5日，首尔中央地方法院以参与非法筹集秘密资金、侵吞集团巨额资金等4项罪名判处其3年有期徒刑。郑梦九上诉后，首尔高级法院改判缓期5年，2008年被时任韩国总统李明博特赦。

## 荣誉

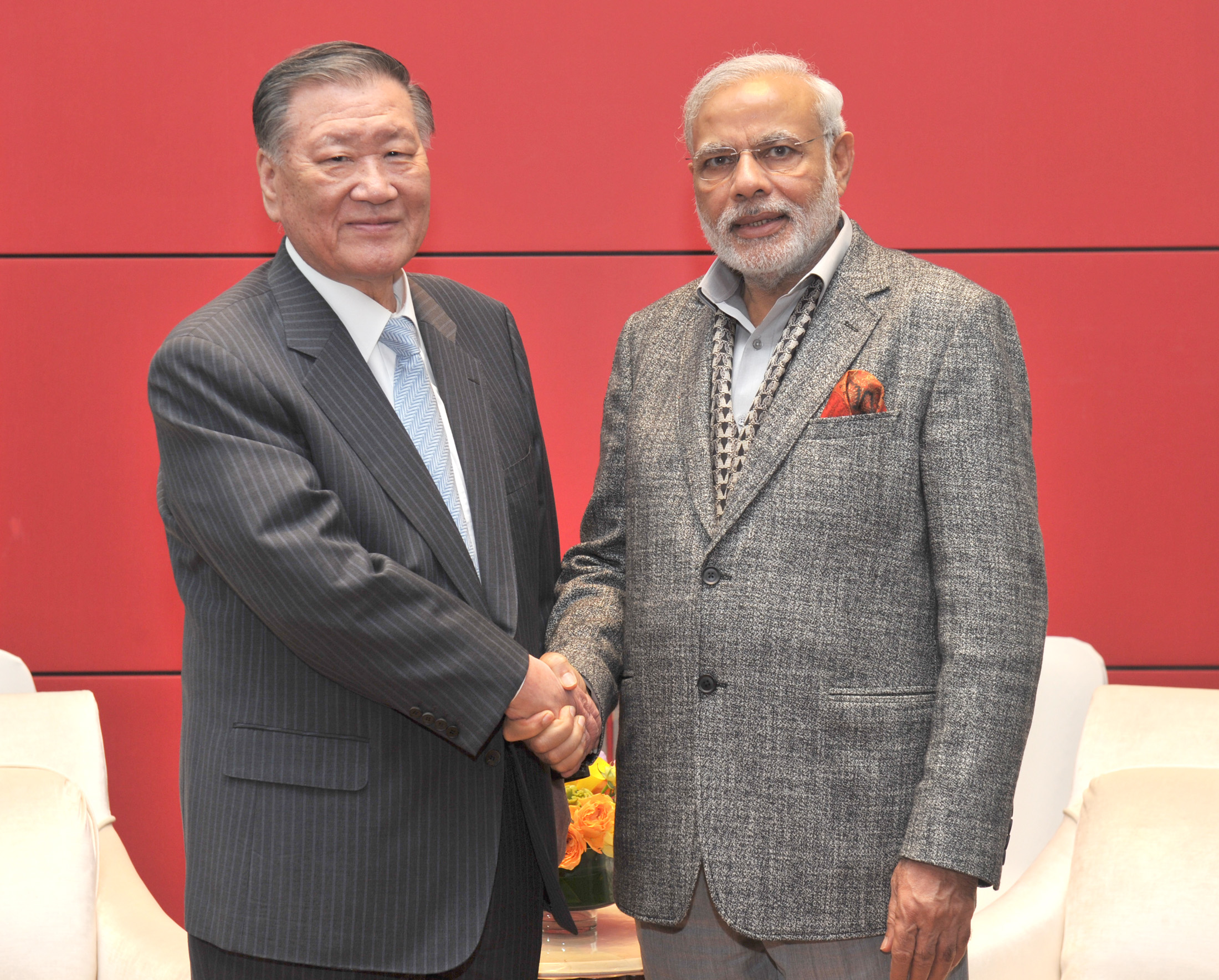
郑梦九与印度总理莫迪（2015年）

- 2020年：美国汽车名人堂（英语：Automotive Hall of Fame）
- 2009年：詹姆斯·A·范·佛里特奖
- 2008年：《机构投资者》2008年亚洲最佳CEO
- 2004年：《商业周刊》2004年度经理人
- 2001年：美国汽车名人堂（英语：Automotive Hall of Fame）汽车工业突出贡献奖

### 荣誉学位
- 汉阳大学荣誉博士学位
- 高丽大学荣誉博士学位
- 蒙古国立大学荣誉博士学位